# Montalbo
Montalbo – gmina w Hiszpanii, w prowincji Cuenca, w Kastylii-La Mancha, o powierzchni 73,96 km². W 2011 roku gmina liczyła 759 mieszkańców.